# Federico De Robertis
Federico De Robertis (Lucca, 5 giugno 1962) è un musicista, compositore e produttore discografico italiano, comincia a lavorare nel mondo delle colonne sonore nel 1991 col regista Gabriele Salvatores e successivamente con Carlo Vanzina ed altri.
Nel corso della sua carriera ha ottenuto tre candidature ai David di Donatello, vincendo un Nastro d'argento  e due Globi d'oro.

## Biografia
Nato a Lucca nel 1962, realizza la sua prima band, Freddy & i Freddi, nel 1987; nell'anno successivo si diploma in pianoforte a Livorno, all'Istituto superiore di studi musicali Pietro Mascagni, e nel frattempo si avvicina al mondo della composizione elettronica, familiarizzando con campionatori, sintetizzatori e sequencer. A partire dal 1991, avvia la collaborazione con Gabriele Salvatores, per il quale realizza negli anni le colonne sonore di Puerto Escondido, Sud, Nirvana, Denti (con Teho Teardo); per Educazione siberiana compone un brano techno, e di Il ragazzo invisibile e di Il ragazzo invisibile - Seconda generazione scrive l'intera colonna sonora: è grazie a questi lavori che ottiene riconoscimenti come il Ciak d'oro, il Globo d'oro, il Nastro d'argento; viene candidato al David di Donatello in tre occasioni (Sud, Nirvana e Il ragazzo invisibile).
Nel 1994 ha cominciato a collaborare con Carlo Vanzina, componendo le musiche originali di S.P.Q.R. - 2000 e ½ anni fa, Io no spik inglish, Selvaggi, Banzai, Eccezzziunale veramente - Capitolo secondo... me, 2061 - Un anno eccezionale e Ti presento un amico. Ancora a fianco di Teho Teardo compone nel 2002 la colonna sonora di Alice è in paradiso. Nel 2011 è stato autore delle musiche di Area Paradiso, film per la televisione nonché prima opera da regista di Diego Abatantuono. In quell'anno realizza anche la colonna sonora di Mysteria, film indipendente statunitense con Martin Landau e Billy Zane. Nel corso degli anni si dedica anche alla composizione di jingle per spot pubblicitari (Buitoni, Banco di Roma, Omnitel), di musiche per sfilate (Missoni, Armani), di sonorizzazioni per musei (museo archeologico e d'arte della Maremma di Grosseto).
Nell'ottobre 2011 fonda un nuovo gruppo musicale, Fede & gli Infedeli, con cui esegue vari brani tratti da colonne sonore e canzoni di sua composizione; ancora collaborando con Salvatores compone le musiche originali de Il ragazzo invisibile: si deve alla sua band la title track del film, Invisible Boy; per il seguito dello stesso film, Il ragazzo invisibile - Seconda generazione, la colonna sonora è interamente sua. Nel 2018 cura la composizione delle musiche per un progetto artistico multimediale su La rondine di Giacomo Puccini, a fianco dello scultore e pittore Alexey Morosov e dello scrittore Nicolai Lilin. Nel 2020 compone la colonna sonora del film documentario Fuori era primavera, pellicola che ripercorre le fasi del lockdown in Italia. Nel 2022 compone e realizza le musiche originali per Il ritorno di Casanova di Gabriele Salvatores, film uscito a marzo 2023.
Attualmente sta componendo le musiche originali per Napoli New-York il prossimo film di Gabriele Salvatores. Con la sua band Fede & gli Infedeli è in procinto di realizzare il secondo album che verrà registrato e prodotto presso gli House of Glass di Gianni Bini a Viareggio.

## Discografia

### Colonne sonore
- Puerto Escondido, regia di Gabriele Salvatores (1992)
- Sud, regia di Gabriele Salvatores (1993)
- S.P.Q.R. - 2000 e ½ anni fa, regia di Carlo Vanzina (1994)
- Una coppia distratta, regia di Sandra Monteleoni (1995)
- Io no spik inglish, regia di Carlo Vanzina (1995)
- Selvaggi, regia di Carlo Vanzina (1995)
- Banzai, regia di Carlo Vanzina (1997)
- Nirvana, regia di Gabriele Salvatores (1997)
- Il bambino con la pistola, regia di Federico Cagnoni e Monica Zapelli (1999) – cortometraggio
- Denti, regia di Gabriele Salvatores (2000)
- Alice è in paradiso, regia di Guido Chiesa (2002)
- Lavorare con lentezza, regia di Guido Chiesa (2004)
- Eccezzziunale veramente - Capitolo secondo... me, regia di Carlo Vanzina (2006)
- 2061 - Un anno eccezionale, regia di Carlo Vanzina (2007)
- Nancy: The Movie, regia di Lucius C. Kuert (2008) – cortometraggio
- Ti presento un amico, regia di Carlo Vanzina (2010)
- 1960, regia di Gabriele Salvatores (2010)
- Mysteria, regia di Lucius C. Kuert (2011)
- Area Paradiso, regia di Diego Abatantuono e Armando Trivellini (2012) – film TV
- Educazione siberiana, regia di Gabriele Salvatores (2013)
- Il ragazzo invisibile, regia di Gabriele Salvatores (2014)
- Il ragazzo invisibile - Seconda generazione, regia di Gabriele Salvatores (2018)
- Fuori era primavera, regia di Gabriele Salvatores (2020)
- Comedians, regia di Gabriele Salvatores (2021)
- Il ritorno di Casanova, regia di Gabriele Salvatores (2023)
- Napoli - New York, regia di Gabriele Salvatores (2024)

## Premi e riconoscimenti

### David di Donatello
- 1994 – Candidatura miglior colonna sonora per Sud[14]
- 1997 – Candidatura miglior colonna sonora per Nirvana[14]
- 2015 – Candidatura miglior colonna sonora per Il ragazzo invisibile[14]

### Nastri d'argento
- 1994 – Migliore colonna sonora per Sud[13]
- 2015 – Candidatura alla migliore colonna sonora per Il ragazzo invisibile

### Ciak d'oro
- 1994 – Migliore colonna sonora per Sud[11]

### Globo d'oro
- 1994 – Miglior musica per Sud[12]
- 1997 – Candidatura alla migliore musica per Nirvana
- 2025 – Miglior musica per Napoli - New York[26]